# 拉努斯竞技俱乐部
拉努斯竞技俱乐部（西班牙語：Club Atlético Lanús），一般稱為拉魯斯，是阿根廷布宜诺斯艾利斯郊区拉努斯的一个足球俱乐部，成立于1915年1月。拉努斯主要对手为班菲尔德。

## 荣誉
- 南美足協盃：1996
- 阿甲联赛冠军：2007年春季、2016
- 南美杯：2013
- 二百周年杯：2016

## 外部連結
- （西班牙文） 官方網站 （页面存档备份，存于）